# Riđi škanjac
Bjelorepi škanjac (riđi škanjac, lat. Buteo rufinus), grabljivica je koja umnogome podsjeća na Običnoga škanjca i Škanjca gaćaša, predstavnike srodnih vrsti u potporodici Škanjci (Buteoninae).  Uglavnom, Bjelorepog škanjca može se vidjeti u jugoistočnoj Europi, po mediteranskim državama, uključujući, Grčku, Makedoniju i Tursku, a u Hercegovini je izgleda nestao. Rasprostranjen je i po ruskim stepama. 
Odlikuje se elegantnim letom i gracioznošću pri lovu. 
Znatno je veći od škanjca mišara (Buteo buteo); kljun mu je malen i jako savinut